# Lodrantský Rybník
Lodrantský Rybník är en sjö i Tjeckien.   Den ligger i regionen Pardubice, i den centrala delen av landet, 120 km öster om huvudstaden Prag. Lodrantský Rybník ligger 246 meter över havet. Arean är 0,17 kvadratkilometer.Trakten runt Lodrantský Rybník består till största delen av jordbruksmark. Den sträcker sig 0,7 kilometer i nord-sydlig riktning, och 0,4 kilometer i öst-västlig riktning.